# Neagoe Basarab
Neagoe Basarab (n. 1482 – d. 15 septembrie 1521, Curtea de Argeș, Argeș, România) a fost domnul Țării Românești între 1512 și 1521. Soția sa a fost doamna Despina, din familia sârbă Brancovici. În 2008, Biserica Ortodoxă Română l-a canonizat „pentru faptele sale sfinte și înflorirea vieții spirituale și duhovnicești ortodoxe din Țara Românească”.

## Biografie
După unii, Neagoe Basarab era fiul marelui vornic Pârvu Craiovescu, și al soției acestuia, Neaga, după alții, al lui Basarab al IV-lea cel Tânăr. A crescut în casa lui Pârvu Craiovescu, unde a primit, după moda vremii, o educație temeinică. Cunoștea greacă și slavonă.
A călătorit prin câteva țări din Europa centrală și prin Imperiul Otoman. La încheierea acestor călătorii, preia diverse funcții în structurile statale ale Țării Românești. Este numit succesiv în dregătoriile de postelnic la 28 ianuarie 1501, mare postelnic (decembrie 1501 - 19 iunie 1509) și mare comis (24 aprilie 1510 - 28 noiembrie 1511).
După ce a urcat pe tronul Țării Românești (23 ianuarie 1512), Neagoe Basarab a încurajat dezvoltarea comerțului și meșteșugurilor, iar pe plan diplomatic a încercat să mențină relații de prietenie cu Ungaria. A practicat o politică de echilibru, căutând să contrabalanseze suzeranitatea turcească prin legături diplomatice cu puterile creștine.
A încercat de pildă să stabilească relații diplomatice cu Veneția și Roma, și chiar să medieze conflictul dintre creștinii ortodocși și catolici. Continuă viziunea și obiectivele politice inițiate de Ștefan cel Mare și încearcă să devină parte a unei coaliții a statelor răsăritene împotriva Imperiului Otoman. În anul 1519 Neagoie Basarab împreună cu Ștefan al IV-lea trimit un singur ambasador la Vatican prin intermediul căruia "Basarab și aleșii săi fii Theodosie și Petru și urmașii săi și Ștefan și fiii săi" promiteau că vor participa alături de ceilalți principi creștini și de papă la "sfânta expediție împotriva lui Selim I, tiranul turcilor". Țara rămâne pe perioada domniei lui vasală Imperiului Otoman.
Neagoe Basarab a făcut donații generoase mănăstirilor ortodoxe (în Țara Românească, în țările din Balcani, Patriarhiei Ecumenice, lăcașurilor de cult din Ierusalim și de la Muntele Sinai). În timpul domniei sale a fost construită Mănăstirea Curtea de Argeș, în jurul căreia s-a născut legenda Meșterului Manole.
- În 1512 ieromonahul Macarie tipărește un Tetraevanghel slavon la Târgoviște cuprinzând cele patru evanghelii așezate în ordinea canonică: Matei, Marcu, Luca și Ioan. Această lucrare conține un cuvânt înainte aparținând lui Neagoe Basarab, din care spicuim: ‟ Pentru că Dumnezeu, Cel căruia întru Treime ne închinăm, a binevoit să umple Biserica Sa cu cărți sfinte pentru folosul cititorilor, drept aceea și eu, întru Hristos Dumnezeu binecredinciosul și de Dumnezeu păzitul și domn însuși stăpânitor Io Basarab /.../ am râvnit pentru această de suflet mântuitoare carte Tetraevanghel, cu ajutorul Sfântului Duh și cu dragostea către sfintele Biserici /.../. Rog deci pe cei tineri, pe cei vârstnici și pe cei bătrâni, care veți citi sau veți scrie, pentru dragostea lui Hristos, să îndreptați iar pe noi care cu osârdie ne-am trudit la această lucrare, să ne binecuvântați, pentru ca împreună slăvind pe Tatăl, din care sunt toate, pe Fiul, prin care sunt toate, și pe Duhul Sfânt, întru care sunt toate, să aflăm aici pace și milă, iar dincolo să ne bucurăm de lumină și fericire.”

Este ctitorul complexului monahal și al bisericii monument din Curtea de Argeș (1517). Pe lângă multe alte ctitorii a reedificat biserica de la Argeș care era căzută în ruină "ca sa nu fie spre batjocură limbilor străine" Reprezentările de pe fațada exterioară a bisericii prevestesc - înainte de apariția reformei protestante - pictura exterioară moldovenească și inaugurează după cum afirmă Sorin Ulea și Paul Chihaia o viziune militantă unitară a românilor ortodocși în lupta împotriva turcilor.
Neagoe Basarab este autorul uneia dintre cele mai vechi capodopere ale literaturii vechi sud-est europene, Învățăturile lui Neagoe Basarab către fiul sau Teodosie, scrisă în slavonă, dar tradusă după cum s-a speculat de Udriște Năsturel în română cândva pe la jumătatea veacului al XVII-lea (există o copie atestată în limba română din 1654).
Prin condeiul său, Neagoe Basarab, în „învățăturile” sale către fiul său Teodosie, așternu pe hârtie nu numai principii de guvernare politică a statului, principii morale de educare a tineretului, ci și principii de îmbunătățire spirituală, care oferă celor ce le vor urma moștenirea adevăratelor valori, cele duhovnicești. Această monumentală lucrare a fost creată între anii 1519-1521. În volumul „Monumenta Romaniae Vaticana” apărut în 1996, Ion Dumitriu-Snagov a comentat un manuscris aflat în Biblioteca Vallicelliana din Roma, aducând dovezi referitoare la faptul că „învățăturile” lui Neagoe Basarab au fost plagiate pentru Ivan cel Groaznic. Plagiatul a fost executat de Teodor Mamalachos, ambasadorul lui Ivan cel Groaznic la Constantinopol, cu scopul ca acest document sa constituie o „întărire” doveditoare a înaltei culturi, moralități și viziuni princiare a lui Ivan cel Groaznic în procedura de recunoaștere oficială ca împărat de către Patriarhul Constantinopolului. În procesul de plagiere, Teodor Mamalachos a șters în principiu numele Neagoe și Teodosie, înlocuindu-le cu Vasile și Ivan. Nu a fost însă destul de consecvent și a uitat să înlocuiască de exemplu numele Neaga (mama lui Neagoe Basarab), precum și numele fetelor voivodului: Stana, Roxana și Anghelina. Documentul semnat de Teodor Mamalachos a fost descoperit în anul 1988 de către cercetătorul italian Santo Luca, fără însă ca acesta să cunoască importanța acestei descoperiri. Studiul atent al plagiatului a fost făcut însă, după cum menționam, de Ion Dumitriu-Snagov.

## Emisiune monetară comemorativă

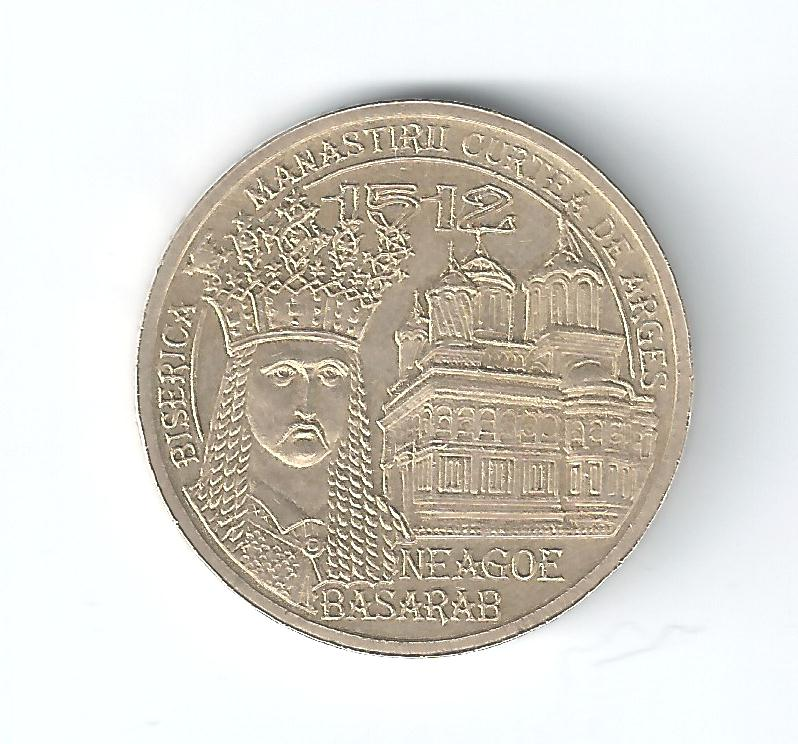
Moneda comemorativă de circulație din alamă, cu valoarea nominală de 50 de bani, „Neagoe Basarab” (revers) 2012

La 500 de ani de la urcarea lui Neagoe Basarab pe scaunul Țării Românești, Banca Națională a României a pus în circulație, la 25 iunie 2012, o emisiune monetară formată dintr-o monedă de aur cu titlul de 900‰, având valoarea nominală de 100 de lei, într-un tiraj de 250 de exemplare, de calitate proof, cu diametrul de 21 mm, greutatea de 6,452 grame și cantul zimțat, și dintr-o monedă comemorativă de circulație, de alamă, cu valoarea nominală de 50 de bani, emisă într-un tiraj de 1.000.000 de exemplare. Moneda de circulație este rotundă, cu diametrul de 23,75 mm și greutatea de 6,1 grame. Cantul monedei de circulație este neted, având inscripționat de două ori textul ROMANIA, intercalat de câte o steluță.

## Familie
- Doamna Despina (d. 30 ianuarie 1554), fiica despotului sârb Ioan Brancovici[16][17]
  - Stana a Valahiei, Doamnă a Moldovei (1503 – 1530), căsătorită cu Ștefan al IV-lea al Moldovei. Din acest mariaj au rezultat patru băieți, inclusiv Ioan Vodă cel Viteaz.
  - Teodosie, Domn al Țării Românești (1505 – 25 ianuarie 1522)
  - Ruxandra Basarab, Doamnă a Țării Românești (1506 – 1545). Se căsătorește pentru prima dată cu Radu de la Afumați și are un fiu, Radu Ilie. Pentru a doua oară, se mărită cu Radu Paisie cu care nu a avut copii.[18]
  - Ioan al Valahiei (1508 – 27 noiembrie circa 1518)[19]
  - Angelina a Valahiei (1509 – 3 august circa 1519)[19]
  - Petru al Valahiei (1510 – 15 martie circa 1519)[19]